# エドゥアルト・フォン・マルテンス

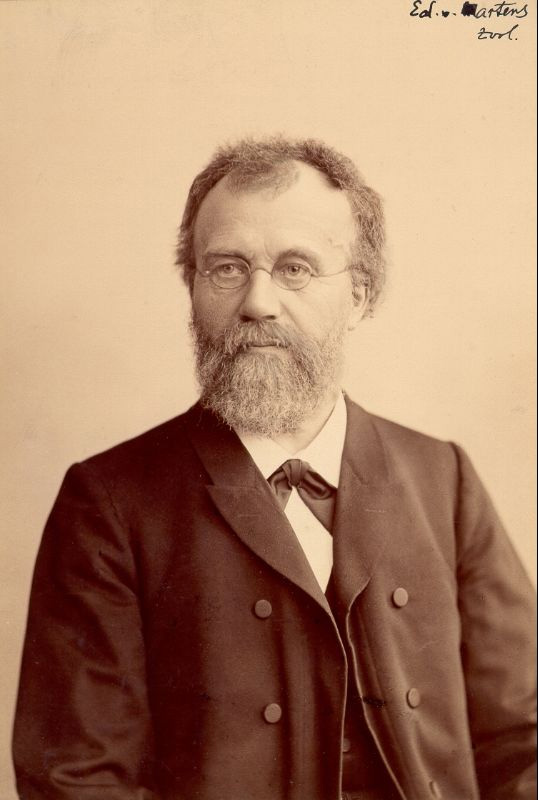
Eduard von Martens, c. 1901

エドゥアルト・フォン・マルテンス（Carl Eduard von Martens 、1831年4月18日 - 1904年8月14日）はドイツの海洋生物を専門とする動物学者である.。

## 略歴
シュトゥットガルトで生まれた。父親は法律家で、博物学のコレクターとしても知られる、ゲオルク・マティアス・フォン・マルテンス（Georg Matthias von Martens）である。テュービンゲン大学で医学を学び、1855年に卒業し、ベルリン大学教授のヨハネス・ペーター・ミュラーのノルウエーの海洋探検の助手を務めた。ベルリン動物学博物館の職員となり、没するまで動物学博物館で働いた。貝類、無脊椎動物の学芸員を務めた。1860年にプロイセン政府によるThetis号の極東海洋調査航海に参加し、その後15ヶ月間にわたる東南アジアの海域での生物調査を行った。この調査の記録は1878年から、Die Prussian Expedition nach Ost-Asien, Zoologyとして発表された。
200に及ぶ科学論文を執筆し、155の新しい属と約1800の新種の軟体動物の記載を行った。1872年にロストック大学から名誉博士号を受け、1899年にプロイセン政府から、「枢密顧問官」の称号を与えられた。1899年にロンドン・リンネ協会の会員となった。
アコヤガイ（Pinctada fucata martensii）など多くの種の学名に献名されている。

## 著作
著作リストはドイツ語版wikipediaを参照